# Gorodczyno
Gorodczyno (białorus. Гародчын) – wieś w Polsce położona w województwie podlaskim, w powiecie hajnowskim, w gminie Narew.

## Historia
Wieś duchowna Horodczyn, własność probostwa narewskiego, położona była w 1575 roku w powiecie brańskim w ziemi bielskiej województwa podlaskiego Wielkiego Księstwa Litewskiego.
Według Pierwszego Powszechnego Spisu Ludności, przeprowadzonego w 1921 r., wieś liczyła 30 domostw, które zamieszkiwały 135 osób (72 kobiety i 63 mężczyzn). Wszyscy mieszkańcy miejscowości zadeklarowali wówczas wyznanie prawosławne oraz białoruską przynależność narodową. W okresie międzywojennym miejscowość znajdowała się w gminie Narew w powiecie bielskim i nosiła nazwę Horodczyn.
W latach 1975–1998 miejscowość administracyjnie należała do województwa białostockiego.
Wieś w 2011 roku zamieszkiwały 62 osoby.

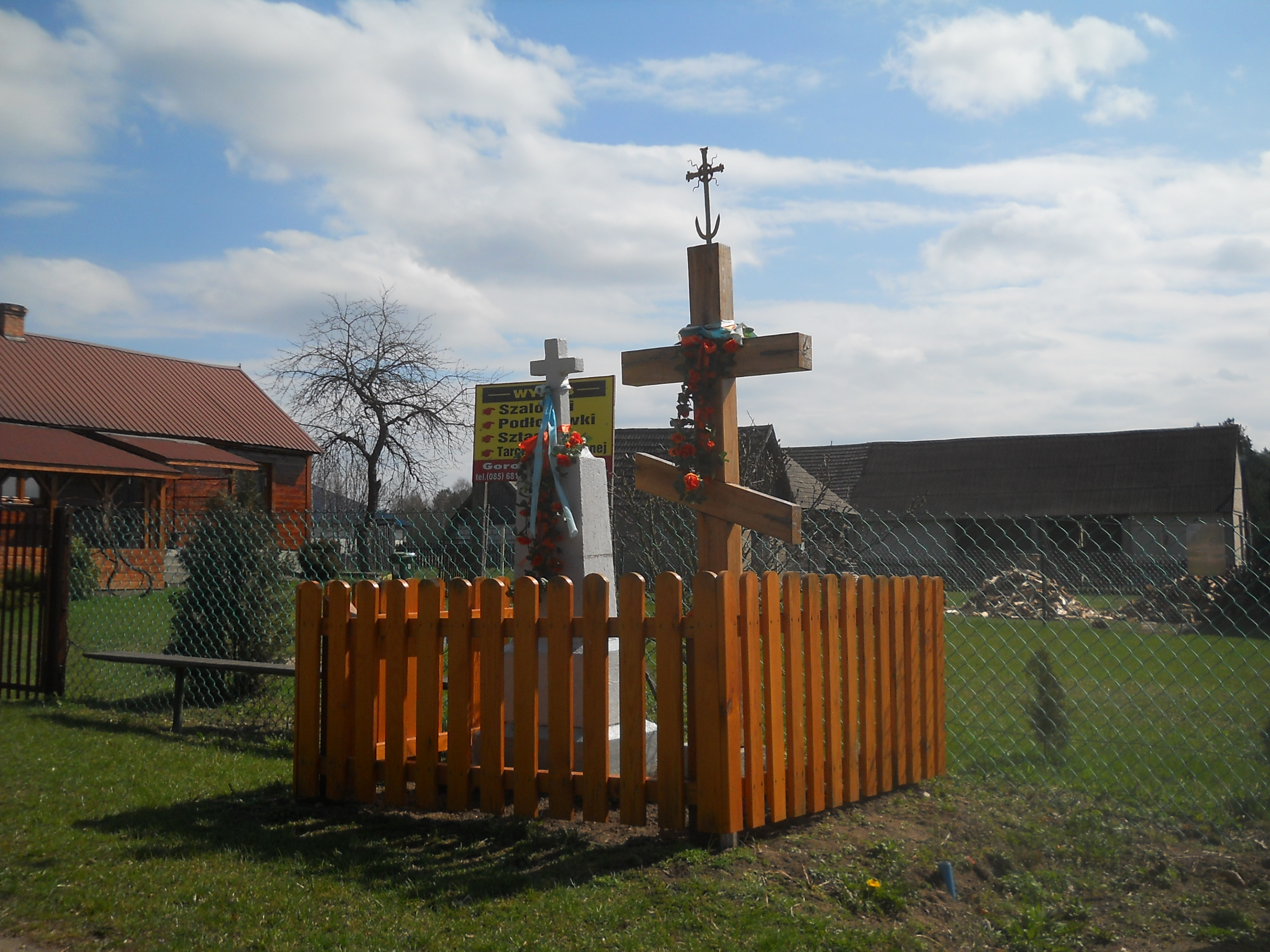
Prawosławne krzyże wotywne z cyrylicznymi inskrypcjami

## Inne
Prawosławni mieszkańcy wsi przynależą do parafii Wniebowstąpienia Pańskiego w niedalekich Klejnikach, a wierni kościoła rzymskokatolickiego do parafii Wniebowzięcia Najświętszej Maryi Panny i św. Stanisława Biskupa i Męczennika w Narwi.
Dnia 18 kwietnia 2015 w Gorodczynie zaprezentowano wielkanocne obrzędy wołoczebne ramach XII Podlasko–Poleskich Spotkań w Tradycji Tam Po Majowuj Rosi 2015 z udziałem gości z Białorusi. Wydarzenie zorganizowane zostało przez Muzeum Małej Ojczyzny w Studziwodach oraz Narwiański Ośrodek Kultury w Narwi.
Dnia 12 września 2015 r. we wsi odbył się białoruski festyn ludowy z cyklu I tam żywuć ludzi, zorganizowany przez  Muzeum i Ośrodek Kultury Białoruskiej w Hajnówce we współpracy z Urzędem Gminy Narew i Gminnym Ośrodkiem Kultury w Narwi
.